# Losanglis
Losanglis (Os Anglis en aragonés) es una localidad de la comarca Hoya de Huesca que pertenece al municipio de Ayerbe en la provincia de Huesca. Está situada cerca del río Badiello, en un valle transversal al río Gállego a 32 km de Huesca y tiene acceso desde Ayerbe por la carretera A-125 de Ayerbe a Ejea de los Caballeros y Tudela.

## Historia
- Entre 1533 y 1609 su nombre era "Angles"
- En el año 1845 tenía 21 casas

## Monumentos
- Iglesia parroquial dedicada a Santiago el Mayor
- Fuente bajo arco de piedra y ladrillo

## Personas destacadas
- Dr. Juan José Biec y Belío (n. 16 de noviembre de 1793 – m. 13 de julio de 1856). Catedrático de Filosofía y Teología. Siendo canónigo, fue presentado para el obispado de Jaca el 3 de noviembre de 1851, gobernándolo hasta su muerte.

## Servicios
- Centro social: gestionado por la asociación cultural y recreativa Santiago cuenta con un bar, salón de actos, telecentro, sala de lectura y piscina pública.
- Consultorio médico: dependiente del centro de salud de Ayerbe, los médicos pasan visita regular el primer y tercer miércoles de cada mes, a las 9 de la mañana.
- Servicios religiosos: en la parroquia de Santiago el Mayor, la Misa se celebra todos los domingos a las 10 de lamañana

## Fiestas
- Fiestas Mayores: En honor a Santiago Apóstol, se celebran en la tercera semana de julio, con numerosa asistencia a todos los actos, que van desde las Verbenas, los juegos infantiles o la Cena popular, al Festival Folclórico en homenaje a la Tercera Edad que cierra la programación.
- Fiestas Menores: En honor a San Pedro de Alcántara, se celebran el tercer sábado de octubre, con una Cena Popular y una Verbena en el centro social.